# Gabriele Schramm (Schauspielerin)
Gabriele Schramm (* 6. Februar 1950 in West-Berlin) ist eine deutsche Schauspielerin.

## Wirken
Im Fernsehen wurde Gabriele Schramm hauptsächlich durch die Fernsehserie Drei Damen vom Grill bekannt, in der sie von 1976 bis 1991 an der Seite von Brigitte Mira, Brigitte Grothum, Günter Pfitzmann, Harald Juhnke sowie Ilja Richter in 140 Folgen als „Margot Färber“ zu sehen war. Weitere Serien, in denen sie auftrat, waren Der Eiserne Gustav (1979, vier Folgen) als Irma Hackendahl, Kopfball, Parole Chicago (1979, eine Folge), Spreepiraten (1990, eine Folge) und in der Folge Rettungsversuch in Die Wache (1996). Daneben hatte sie Auftritte in Fernsehspielen und auf Galas.
1978 wirkte sie in dem Werbefilm Berliner Pluspunkte mit, mit dem der Senat von Berlin Facharbeiter in die Stadt anwerben wollte. Als Theaterschauspielerin war sie in Berlin, Hamburg, Bonn-Bad Godesberg, Oldenburg und München zu sehen. Daneben übernahm sie auch Hörspielrollen, so etwa in der Hörspielserie Damals war’s – Geschichten aus dem alten Berlin. Als Autorin veröffentlichte sie unter anderem die biografische Erinnerung Helles Kind – Glückskind.
Gabriele Schramm war in zweiter Ehe mit dem 2004 verstorbenen Schauspieler Hans-Joachim Grubel verheiratet. Aus erster Ehe stammt eine Tochter (* 1972).

## Veröffentlichungen
- Helles Kind – Glückskind. BoD, Norderstedt 2011, ISBN 978-3-8423-5994-9.
- Ganz schön schwierig... trotzdem Liebe! BoD, Norderstedt 2011, ISBN 978-3-8423-6840-8.
- Gefühlssalat mit lauwarmen Würstchen. BoD, Norderstedt 2014, ISBN 978-3-7386-0788-8.
- Echte Schloßgespenster tragen rote Socken. BoD, Norderstedt 2014, ISBN 978-3-7386-0756-7.
- Ein vierblättriges Kleeblatt zum glücklichen Fest. BoD, Norderstedt 2015, ISBN 978-3-7392-0837-4.